# Pseudapomecyna klugii
Pseudapomecyna klugii is een keversoort uit de familie van de boktorren (Cerambycidae). De wetenschappelijke naam van de soort werd in 1868 gepubliceerd door James Thomson.